# Ronaldo Moraes da Silva
Ronaldo Moraes da Silva, detto Ronaldo (Guarujá, 10 luglio 1962), è un ex calciatore brasiliano, di ruolo difensore.

## Carriera

### Club
Ha giocato per Corinthians e Grêmio, totalizzando 27 presenze nel campionato di calcio brasiliano.

### Nazionale
Con la Nazionale di calcio del Brasile ha giocato durante Los Angeles 1984, competizione nella quale la nazionale verdeoro si è aggiudicata la medaglia d'argento.

## Palmarès

### Nazionale
- Argento olimpico: 1

Los Angeles 1984